# Chiesa di Santa Maria Assunta (San Martino di Venezze)
La chiesa di Santa Maria Assunta, è la parrocchiale patronale di Beverare, frazione del comune italiano di San Martino di Venezze in provincia di Rovigo. Appartiene al vicariato di Villadose della diocesi di Adria-Rovigo e la sua storia inizia nel XVII secolo. 

## Storia
Il territorio di Beverare, nel comune di San Martino di Venezze, è stato oggetto di importanti bonifiche per rendere coltivabili queste aree del Polesine in particolare tra il XVI e il XVII secolo ad opera della famiglia Redetti, appartenente dal 1698 al Patriziato veneziano e che qui disponeva di grandi proprietà terriere. Fu proprio per poter offrire ai coloni impiegati nel lavoro e che poi vi si stabilirno che la famiglia decise di far costruire sul sito un piccolo luogo di culto e anche se all'epoca il territorio rientrava nella giurisdizione ecclesiastica dell'abbazia della Vangadizza non ci sono dati certi sul periodo preciso della sua erezione. Quando l'abbazia venne soppressa dalla Repubblica di Venezia, l'11 aprile del 1789, l'allora cappellania di Beverare entrò nel controllo della diocesi di Adria. Il vescovo Arnaldo Speroni degli Alvarotti si recò nella piccola chiesa per la prima visita pastorale nel 1793 e negli atti la descrisse come dotata di un solo altare e sotto il giuspatronato della famiglia Redetti. Durante un'alluvione provocata dal fiume Adige, nel 1844, la chiesa parrocchiale di San Martino venne distrutta e il vescovo Bernardo Antonino Squarcina due anni dopo elevò il piccolo oratorio a dignità curaziale. Intanto il giuspatronato era passato alla famiglia Salvagnini di Adria che continuò con l'attività di bonifica rendendo necessaria la presenza di un maggior numero di lavoratori che, a loro volta, resero insufficiente la piccola chiesa per le esigenze dei fedeli. In questa situazione, a partire dal 1875, si cominciò con la costruzione della torre campanaria che venne progressivamente dotata del concerto di campane. La nuova chiesa invece ebbe un percorso meno rapido, e fu solo nel 1903 che venne aperto il cantiere per la sua costruzione con la posa della prima pietra alla presenza del vescovo Antonio Polin che la benedisse. Il progetto venne affidato a Marcon di Venezia e il cantiere venne chiuso sei anni dopo. La benedizione della chiesa ultimata fu celebrata dal vescovo Tommaso Pio Boggiani il 15 agosto 1909. Venne elevata a dignità di chiesa parrocchiale nel 1928 subito dopo la solenne consacrazione celebrata alla presenza del vescovo Anselmo Rizzi. Il decreto vescovile di elevazione a parrocchia fu integrato con la postilla del 9 ottobre 1928 e il decreto della Presidenza della Repubblica Italiana del 26 febbraio 1952 ne riconobbe il valore anche sul piano civile. Nel secondo decennio del XXI secolo è stato necessario procedere con lavori di risanamento e restauro, e con l'occasione si sono rifatti anche gli impianti interni.

## Descrizione

### Esterni

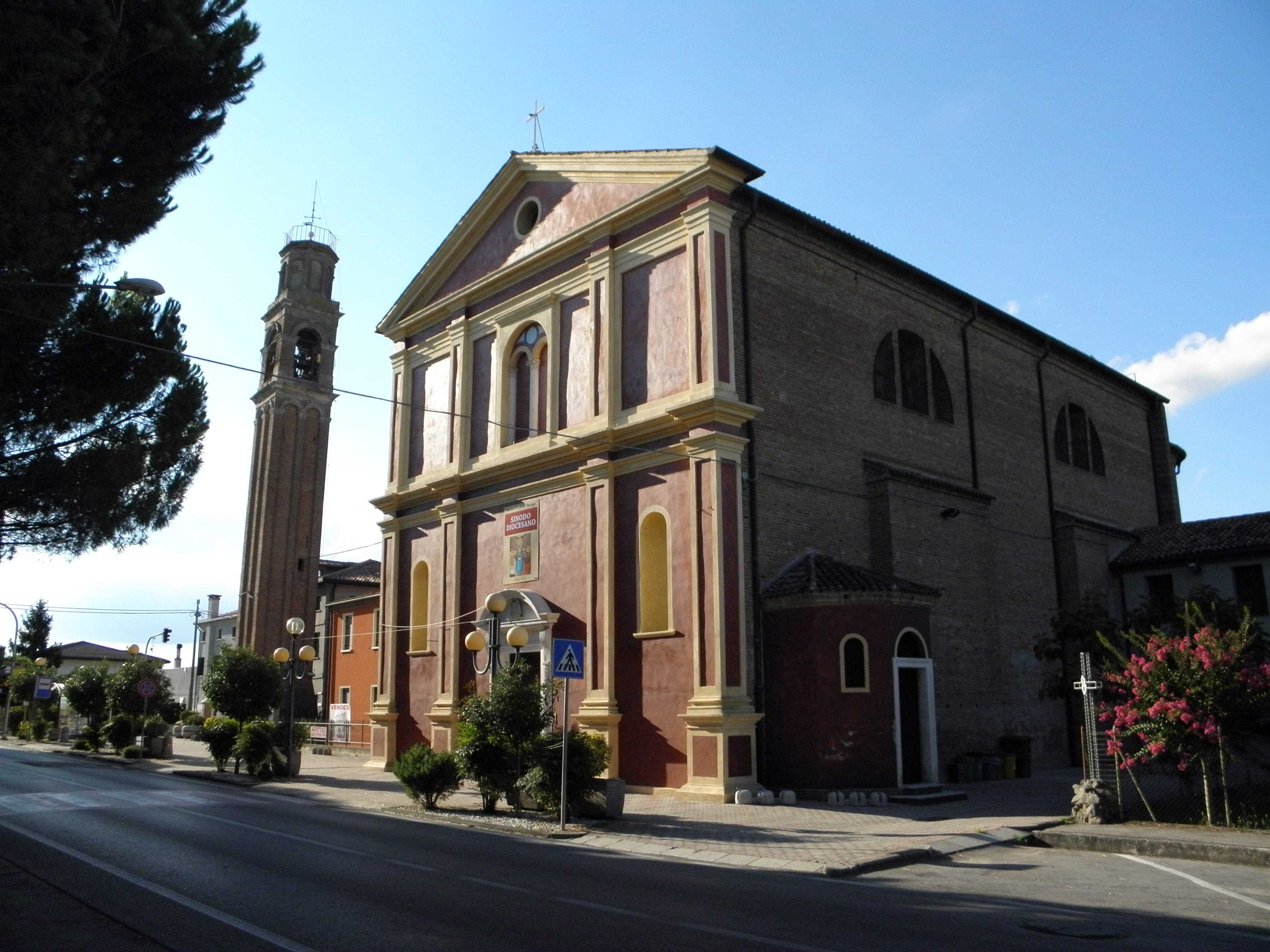
Facciata e prospetto laterale desto della chiesa. La torre campanaria si alza in posizione isolata sulla sinistra

La chiesa si trova a Beverare, frazione di San Martino di Venezze in provincia di Rovigo e mostra orientamento verso nord est. La facciata a capanna in stile neoclassico è caratterizzata da lesene di ordine dorico divise dal cornicione marcapiano. Il portale di accesso è incorniciato in pietra e con un frontone curvilineo. Il portale ai lati ha due nicchie vuote ed è sormontato in asse da una finestra a bifora cieca. Il grande frontone timpanato conclude il prospetto anteriore.	La copertura del tetto a due falde è in coppi di laterizio. La torre campanaria, parte più antica dell'intero complesso e risalente alla seconda metà del XIX secolo, si alza in posizione avanzata e distaccata sulla sinistra. La sua cella si apre con quattro grandi finestre a monofora ed è sormontata dal tamburo ottagonale.

### Interni
La pianta della sala è di tipo basilicale anche se con una sola navata e con copertura a padiglione. La cantoria, che è addossata alla controfacciata, ospita l'organo a canne. Il presbiterio è leggermente rialzato e vi si accede dall'arco santo ai lati del quale sono posti gli ingressi per la sagrestia e la canonica. L'abside si conclude nel catino absidale. L'adeguamento liturgico è stato realizzato tra il 1990 e il 2000 con la posa della mensa rivolta al popolo in marmo bianco. Anche il fonte battesimale è stato adeguato ed è posto su un piccolo pilastro in marmo rosso.